# N981 (België)
De N981 is een gewestweg in de Belgische provincie Namen. Deze weg verbindt Beauraing met Felenne nabij de Franse grens, waar de weg kort na de grens aansluit op de D46.
De totale lengte van de N981 bedraagt ongeveer 18 kilometer.

## Plaatsen langs de N981
- Beauraing
- Javingue
- Winenne
- Felenne